# 描述集合論
描述集合論是數學中集合論的一個分支。在這門學問中，研究的對象是波蘭空間。數學家們將子集合的依照其在拓撲上定義的複雜程度分成博雷爾集、解析集合、投射集合等以及更細的分類，並且依照這些類別研究他們的結構以及性質。
描述集合論的起源可以上溯到博雷爾、貝爾、勒貝格等人的工作。
描述集合論的許多理論和觀念與數學上的其它領域都有關連，包含數學分析、群表現理論、拓撲群論等等。